# D809 (Lozère)
De D809 is een departementale weg in het Zuid-Franse departement Lozère. De weg loopt van de grens met Cantal via Saint-Chély-d'Apcher en Marvejols naar de grens met Aveyron. In Cantal loopt de weg als D909 verder naar Saint-Flour en Clermont-Ferrand. In Aveyron loopt de weg verder als D809 naar Millau en Béziers.

## Geschiedenis
Oorspronkelijk was de D809 onderdeel van de N9. In 2006 werd de weg overgedragen aan het departement Lozère, omdat de weg geen belang meer had voor het doorgaande verkeer vanwege de parallelle autosnelweg A75. De weg is toen omgenummerd tot D809.